# Gierowanie

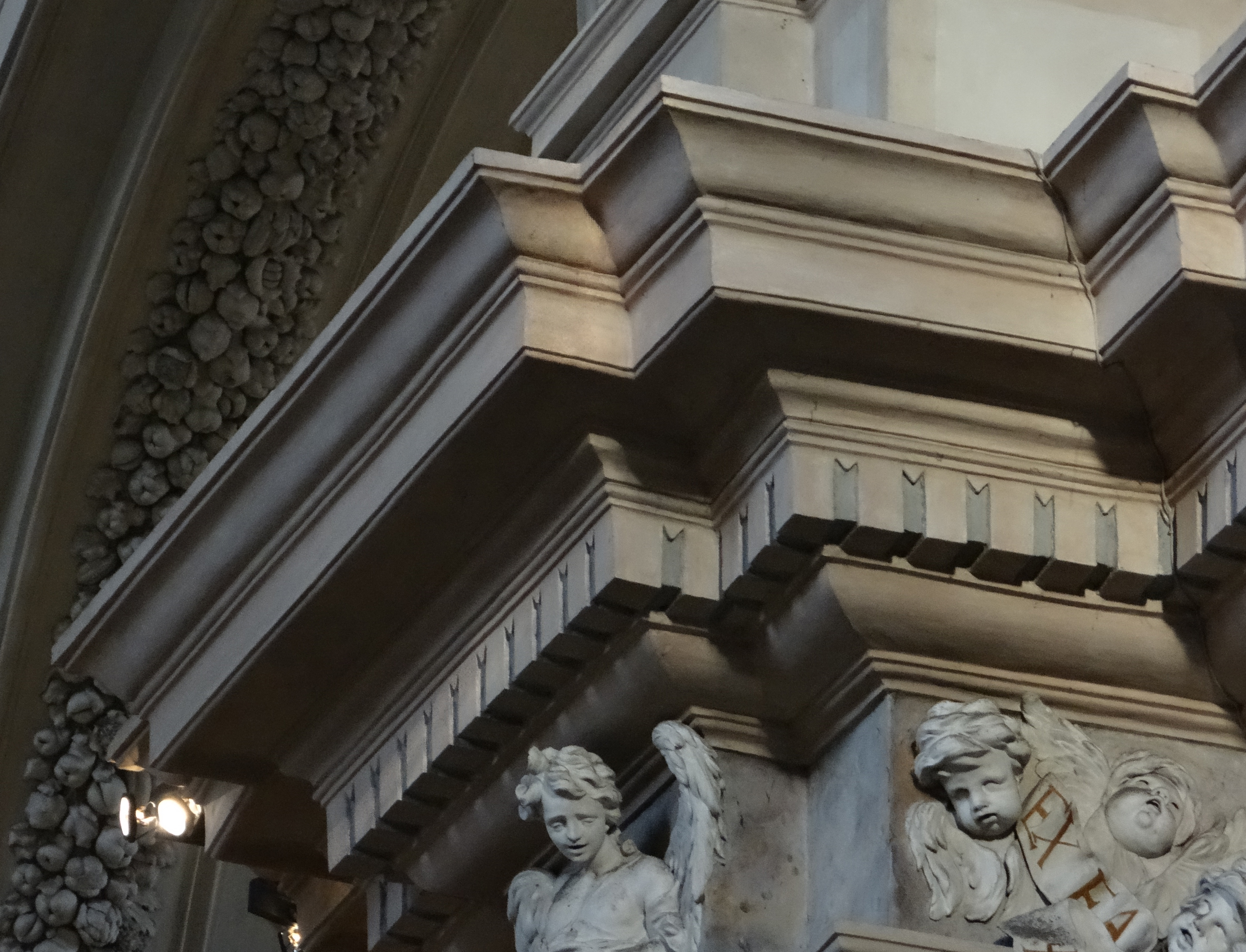
Kościół św. Anny. Kraków. Projekt Tylmana z Gameren 1689–1703.

Gierowanie (niem.) – krępowanie gzymsu, wyłamanie części belkowania znajdującej się nad 
kolumną lub pilastrem.